# Sydney Kings
Els Sydney Kings són un club de bàsquet australià amb seu a Sydney, Nova Gal·les del Sud. Juguen els seus partits a casa al Qudos Bank Arena del Parc Olímpic de Sydney. El club juga a la National Basketball League (NBL).
Fundats com a fusió dels Sydney Supersonics i els West Sydney Westars, els Kings han guanyat cinc campionats (2003, 2004, 2005, 2022 i 2023).